# Regeringsformatie Oostenrijk 2008
Na de verkiezingen voor de Nationalrat in Oostenrijk op 28 september 2008 ging de formatie van een nieuwe federale regering van start.
Op 8 oktober kreeg SPÖ-leider Werner Faymann van de Oostenrijkse president Heinz Fischer de taak om een nieuwe regering te vormen. Faymann zal in de eerste plaats een grote coalitie op de been proberen te brengen, met de ÖVP. Faymann toonde zich op de dag van zijn benoeming optimistisch over de slaagkansen om een grote coalitie te vormen. Faymann zei ook nog dat hij geen plan-B in de kast heeft liggen, mochten de gesprekken over de vorming van een grote coalitie mislukken.
De regeringsformatie wordt volgens analisten een moeilijke formatie, aangezien zowel de SPÖ als de ÖVP hun verlies zouden gaan analyseren en een nieuwe koers zouden bepalen voor de partij. Het belangrijkste motief van de Oostenrijkse om op de rechtse partijen te stemmen, was de onvrede over de coalitiepartijen. Het dagblad Der Standard vatte het op als "boze kiezers voor boze partijen".

## De verkiezingen

Uitslagen van de verkiezingen

Voor het eerst in de geschiedenis van Europa mochten ook 16- en 17-jarigen hun stem uitbrengen.
De Oostenrijkse sociaaldemocraten waren met 29,3 procent van de stemmen als sterkste partij uit de vervroegde parlementsverkiezingen gekomen. De ÖVP verloor ongeveer acht procent aan de rechtse partijen FPÖ en BZÖ en kwam op zo'n 26 procent uit. De rechtse partijen zijn met samen ongeveer 28 procent de tweede sterkste politieke kracht. Ook de Groenen, die zo'n 10,5 procent haalden, zijn in het nieuwe parlement vertegenwoordigd.
De verkiezingen werden gekenmerkt door een zeer lage opkomst (78,82%). Zowel de SPÖ als de ÖVP boekten slechte resultaten, terwijl het zogenoemde "Derde Kamp" (drittes Lager, bestaande uit de FPÖ en de BZÖ) haar beste resultaten boekten in de geschiedenis van Oostenrijkse Republiek. Als de zetels van de twee partijen zouden worden opgeteld, zouden ze bijna de grootste partij van het land worden. De Groenen boekten een klein verlies, en de LIF behaalde opnieuw geen zetel in het parlement.
De SPÖ verloor veel stemmen aan de FPÖ, terwijl de ÖVP veel stemmen verloor aan de BZÖ. De Groenen verloren stemmen aan de LIF, en alle drie de partijen verloren tevens stemmen aan niet-stemmers.

## Mogelijkheden

Nieuwe partijleiders
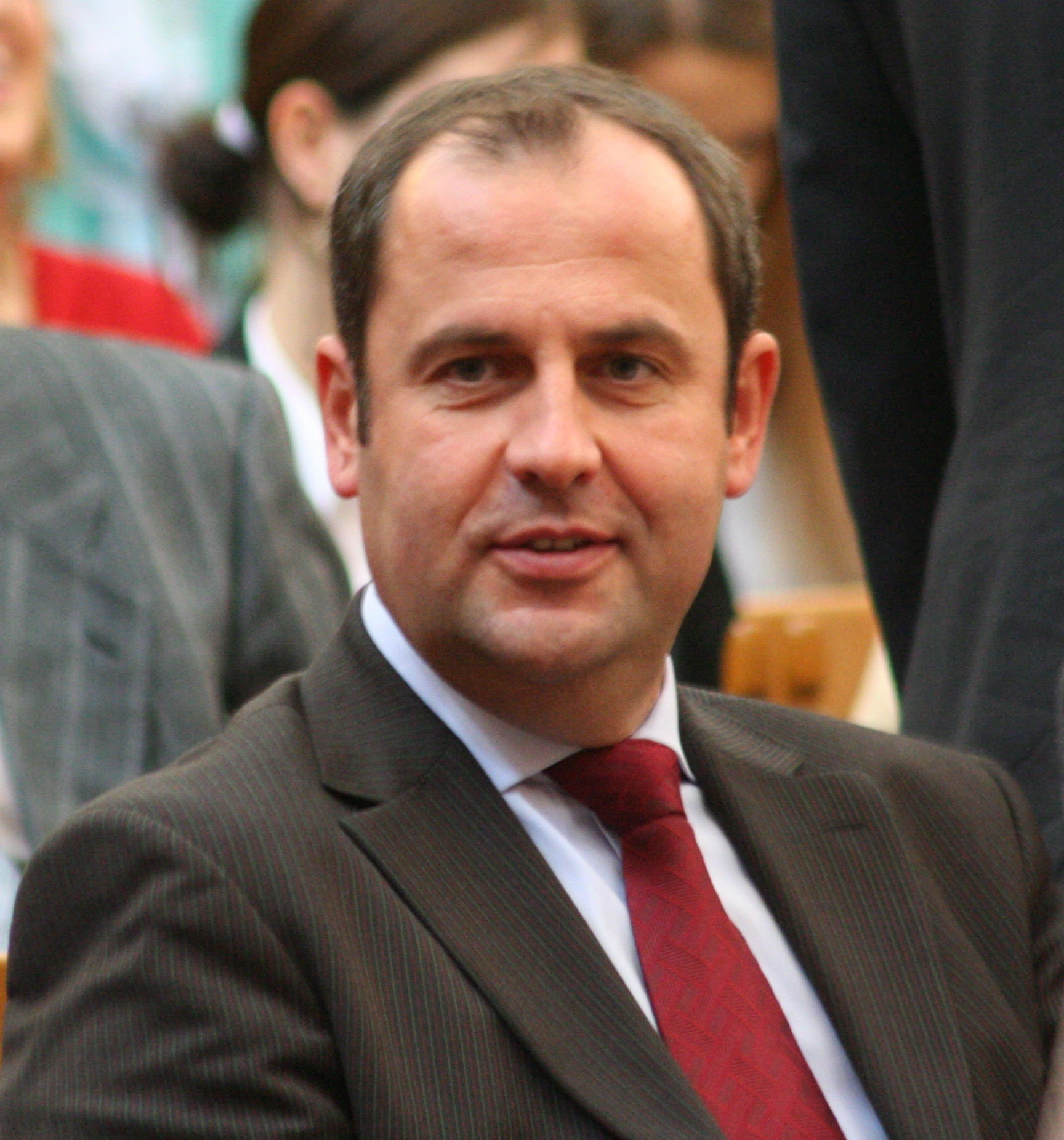
Josef Pröll (ÖVP)
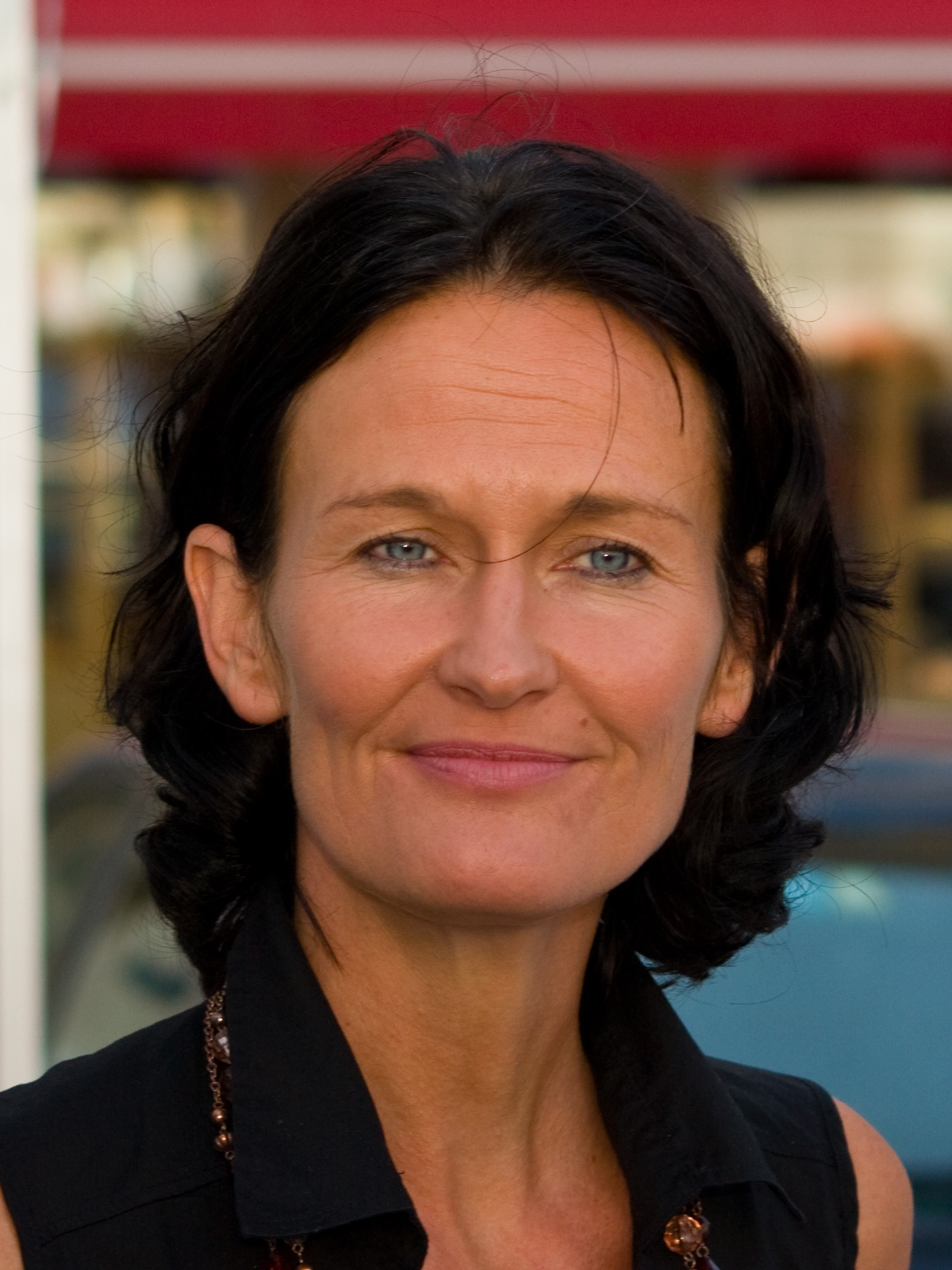
Eva Glawischnig (Groenen)
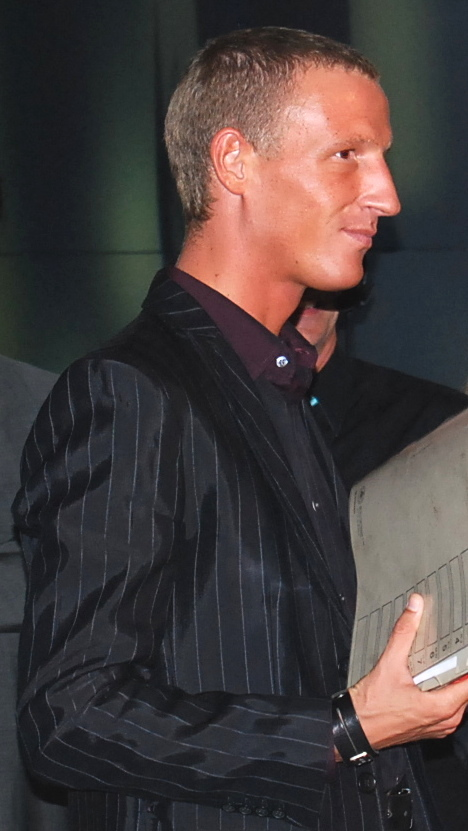
Stefan Petzner (BZÖ)

De SPÖ verklaarde na de verkiezingen dat het nooit een coalitie zou beginnen met de FPÖ of de BZÖ. De FPÖ verklaarde dat het zich absoluut niet wilde verenigen met de BZÖ, alhoewel samenwerking wel een optie zou zijn. Desondanks waren veel FPÖ-stemmers en partijleden voor een vereniging van de partij met de BZÖ. Er werd verwacht dat Strache zijn weerstand tegen een mogelijke vereniging zou opgeven na de uitslagen. Een mogelijke samenwerking net als de Duitse CDU en de CSU leek niet mogelijk, aangezien de BZÖ veel stemmen won in het hele land, en niet alleen in Karinthië, waar Haider gouverneur was. Op 6 oktober 2008 zei Haider dat hij tegen een vereniging was, aangezien beide partijen een andere koers hadden en beide partijen meer stemmen zouden kunnen halen dan als ze verenigd waren.
Vele analisten verwachtten dat ÖVP-leider Molterer zou aftreden, aangezien de ÖVP een centrale rol moest gaan spelen in de formatie. Met Josef Pröll als partijleider zou de ÖVP weer in een coalitie met de SPÖ stappen, om zo het vertrouwen van de kiezers terug te winnen. Met een andere partijleider zou de partij een rechtse coalitie aangaan met de FPÖ en de BZÖ. Mogelijke opvolgers voor Molterer waren Johannes Hahn en Maria Fekter. Maar op een partijbijeenkomst op 29 september werd Josef Pröll gekozen als de nieuwe leider, en trad Molterer af als leider. Secretaris-generaal Missethon en vele andere prominente politici die behoorden tot de Schüssel/Molterer-fractie werden vervangen. Pröll zou op 28 november 2008 officieel de nieuwe leider van de partij worden, tijdens een partijbijeenkomst in Wels. Minister van Economische Zaken Martin Bartenstein en de voormalige kanselier Wolfgang Schüssel werden weliswaar weer lid van het parlement, maar dan als backbenchers, waardoor ze weinig invloed meer hadden in de fractie. Ze toonden zich op de partijbijeenkomst op 29 september bereid hun zetel op te geven, maar ze mochten alsnog in het parlement blijven. Schüssel werd wel als fractievoorzitter vervangen door Pröll.
Binnen de SPÖ, ÖVP en de Groenen waren er ook leden die graag een SPÖ-ÖVP-Groenen-coalitie wilden
vormen, met de Groenen als bemiddelaar tussen de SPÖ en de ÖVP.
Een rechtse ÖVP-FPÖ-BZÖ-regering, een SPÖ-minderheidsregering, een SPÖ-BZÖ-Groenen- of een ÖVP-BZÖ-Groenen-coalitie waren allemaal mogelijkheden, maar wel onwaarschijnlijke mogelijkheden. De FPÖ en de BZÖ verklaarden dat ze een SPÖ-minderheidsregering niet zouden steunen.
De Groenen hielden een partijbijeenkomst op 30 september, en op 3 oktober trad partijleider Van der Bellen af en werd opgevolgd door Eva Glawischnig. Op 24 oktober werd Glawischnig unaniem door de fractie gekozen als de nieuwe fractievoorzitter.
Op 30 september hield zowel de SPÖ als de FPÖ een partijbijeenkomst. De FPÖ sloot geheime onderhandelingen met de SPÖ of de ÖVP onmiddellijk uit, en verklaarde pas mee te doen aan de onderhandelingen als de partijen de FPÖ openlijk zouden uitnodigen voor onderhandelingen. Strache voegde daar wel aan toe dat onderwerpen als referenda over de toetreding van Turkije tot de Europese Unie en over het Verdrag van Lissabon voor de FPÖ breekpunten waren, die absoluut doorgevoerd moesten worden.
Faymann verklaarde het liefst een coalitie bestaande uit twee partijen te willen vormen. Ook Pröll was tegen een coalitie van drie partijen of een rechtse coalitie, waardoor enkel een coalitie met SPÖ of de oppositie mogelijk was voor de ÖVP. Op 2 oktober ontstond er een conflict tussen de SPÖ en de ÖVP over mogelijke referenda over Europese verdragen, waar de ÖVP fel tegen was, terwijl de SPÖ ertoe bereid was.

## De dood van Jörg Haider

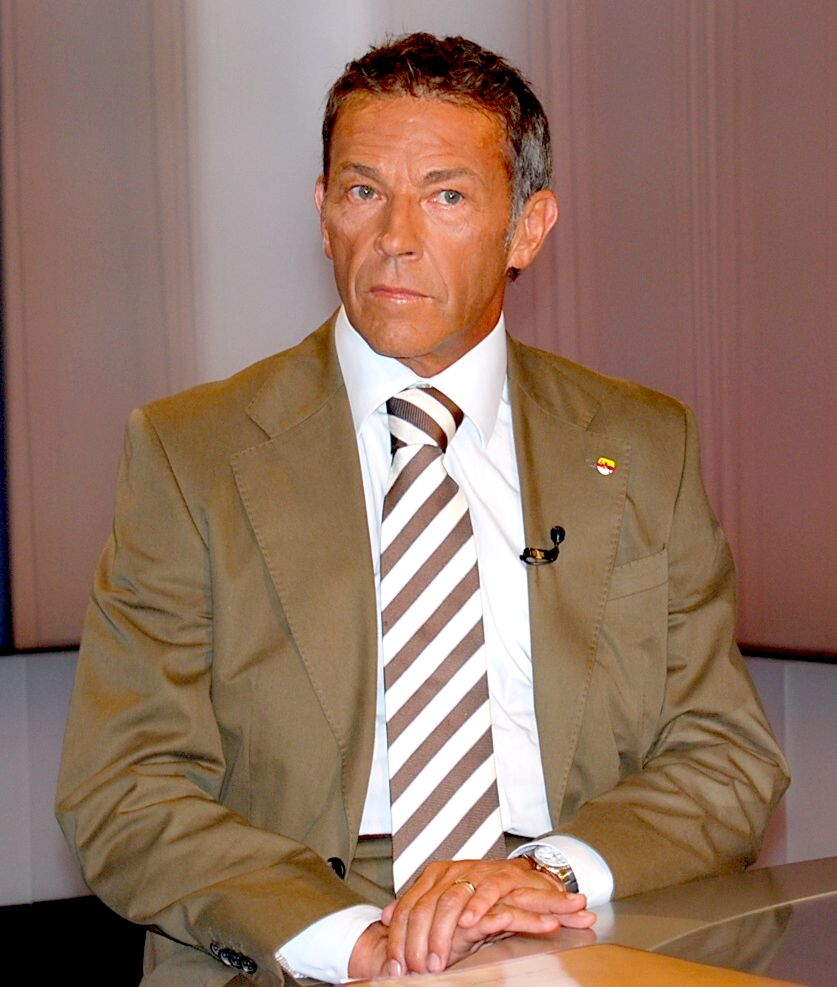
Jörg Haider bij een televisieoptreden in 2008

Op zaterdag 11 oktober 2008 overleed BZÖ-leider Jörg Haider net ten zuiden van Klagenfurt aan de gevolgen van een auto-ongeluk. Hij was op weg naar zijn woning in het Bärental om met zijn familie de negentigste verjaardag van zijn moeder te vieren. Nadat hij op de Loiblpass Straße (B91) een andere auto had ingehaald en zich naar de rechter rijstrook van de weg begaf, verloor hij de macht over het stuur. Zijn Volkswagen Phaeton ramde vervolgens een verkeers- en een bewegwijzeringsbord, reed met het linkervoorwiel in de berm, waarna de auto spinde en een betonpijler en een brandkraan raakte. Vervolgens sloeg de auto meerdere malen over de kop, om haaks op de rijrichting tot stilstand te komen. Haider zou meer dan twee keer zo hard als de toegestane snelheid van 70 km/h hebben gereden, terwijl het zicht door mist zeer beperkt was. Uit nader gerechtelijk onderzoek bleek dat hij ten tijde van het ongeluk een alchoholpromillage van 1.8 had. Door het ongeluk liep de politicus, die alleen in de auto zat, zware verwondingen op aan zijn hoofd en borstkas. Verder zou de wervelkolom gebroken zijn geweest en was zijn linkerarm bijna volledig afgerukt. De medische hulp was tevergeefs; bij aankomst in het ziekenhuis was Haider reeds overleden.
Vele Oostenrijkse politici betuigden hun condoleance. Vice-gouverneur Gerhard Dörfler (ook lid van de BZÖ) werd de nieuwe Landeshauptmann van Karinthië. Secretaris-generaal Stefan Petzner werd op 12 oktober benoemd tot de nieuwe partijleider. Op 18 oktober was de begrafenis met veel aandacht van zowel de Oostenrijkse als internationale media. Na de sterke toespraak van Haider's vrouw Claudia tijdens de begrafenis, waren er geruchten dat zij de kandidaat van de BZÖ zou worden bij de verkiezingen in Karinthië in 2009. Op 23 oktober werd interim-gouverneur Dörfler door het parlement van Karinthië gekozen tot de nieuwe gouverneur van de deelstaat.
Er gingen stemmen op dat de dood van Haider een vereniging van de BZÖ en de FPÖ mogelijk zou maken. Volgens de historicus Lothar Höbelt zou de BZÖ onmogelijk zonder Haider kunnen functioneren; de ÖVP zou veel stemmen kunnen winnen ten koste van de BZÖ, mocht er een rechtse coalitie komen. Als er weer een coalitie tussen de SPÖ en de ÖVP komt, zullen veel mensen overstappen naar de FPÖ.
Na een aantal zeer emotionele en onprofessionele interviews van Petzner besloot de BZÖ-fractie in het parlement op 22 oktober om hem niet te kiezen als de nieuwe leider. Josef Bucher werd de nieuwe leider van de fractie op dezelfde.

## Verloop van de formatie
Nadat Faymann op 8 oktober de taak kreeg een nieuwe regering te vormen, verklaarde Pröll dat hij nog steeds open staat voor gesprekken met alle andere partijen. Strache en Haider hadden al verklaard een ÖVP-FPÖ-BZÖ regering te willen vormen, als de ÖVP daartoe bereid is. Pröll en Haider hadden verd ook hun interesse getoond in een ÖVP-BZÖ-Groenen regering, maar Glawischnig verklaarde dat de Groenen absoluut niet in een regering zullen stappen, waarin de ÖVP en de BZÖ zitten.
Na de escalatie van de Kredietcrisis in september en oktober 2008, riep Pröll de partijtop op 14 oktober bijeen om te beslissen of de coalitiebesprekingen met SPÖ door zouden gaan.
Voor de bijeenkomst van de ÖVP-partijtop hadden alle vijf partijen in het parlement een zogenaamde Österreich-Gespräch ("Oostenrijks gesprek"), wat een initiatief was van de ÖVP, om een manier te vinden waarmee een mogelijke tweederdemeerderheid zou kunnen worden gerealiseerd bij bepaalde wettelijke onderwerpen. De gesprekken gingen vooral over de wereldwijde financiële crisis en besloten werd de gesprekken door te zetten op een andere datum. Bij de bijeenkomst van de ÖVP-partijtop stemden 22 leden voor onderhandelingen met de SPÖ, en 4 leden tegen. De eerste dag voor de onderhandelingen was op 20 oktober. Onmiddellijk na de onderhandelingen werden er groepen gecreëerd, waarin per onderwerp zal worden onderhandeld. Op 16 oktober werden de groepen openbaar gemaakt:
| Onderhandelingsteams en thema's | Onderhandelingsteams en thema's          | Onderhandelingsteams en thema's |
| SPÖ                             | Thema                                    | ÖVP                             |
| ------------------------------- | ---------------------------------------- | ------------------------------- |
| Doris Bures                     | Economie                                 | Karlheinz Kopf                  |
| Andreas Schieder                | EU en Buitenlands beleid                 | Ursula Plassnik                 |
| Claudia Schmied                 | Ontwikkeling, Cultuur en Media           | Johannes Hahn                   |
| Christoph Matznetter            | Financiën en belastingen                 | Wilhelm Molterer                |
| Barbara Prammer                 | Vrouwen- en familiezaken                 | Christine Marek                 |
| Norbert Darabos                 | Binnenlandse Zaken, Justitie en Defensie | Maria Fekter                    |
| Hans Niessl                     | bestuurlijke en constitutionele zaken    | Herbert Sausgruber              |
| Wilhelm Haberzettl              | Sociale zaken en gezondheid              | Fritz Neugebauer                |

Naar verluidt is de SPÖ van plan om Justitie in te willen ruilen voor Gezondheid, waardoor minister van Justitie Berger terug zal keren naar het Europees Parlement en de leider van de SPÖ in Opper-Oostenrijk, Erich Haider, de nieuwe minister van Gezondheid zal worden. Andere geruchten zijn dat Doris Bures de nieuwe minister van Infrastructuur zal worden, en dat vakbondsman Wolfgang Katzian de nieuwe minister van Sociale Zaken zal worden. Norbert Darabos (Defensie) and Claudia Schmied (Onderwijs) zouden hun positie blijven behouden. Darabos zal naar verwachting wachten voor het juiste moment om de nieuwe Landeshauptmann van Burgenland te worden, als opvolger van Hans Niessl.
Pröll krijgt waarschijnlijk een belangrijk ministerie (Financiën, Binnenlandse Zaken of Buitenlandse Zaken), met Buitenlandse Zaken als meest waarschijnlijke. Maria Fekter blijft waarschijnlijk aan als minister van Binnenlandse Zaken, of krijgt de ministerspost van Justitie. Johannes Hahn blijft waarschijnlijk minister van Wetenschap en Onderzoek, en secretaris-generaal van de Österreichischer Wirtschaftsbund Karlheinz Kopf wordt waarschijnlijk de nieuwe minister van Economische Zaken. Staatssecretaris Christine Marek wordt misschien een minister, en Josef Stockinger, de minister van Landbouw in de deelstaat Opper-Oostenrijk, wordt waarschijnlijk de nieuwe federale minister van Landbouw.
Op 30 oktober hielden de partijen hun tweede onderhandelingsdag. Beide partijen gaven aan dat ze zo snel mogelijk de coalitieonderhandelingen succesvol willen afronden. Op 4 november stemde Pröll in met een compromis over de belastinghervormingen in 2009 of 2010, die de SPÖ wilde doorvoeren. Op 6 november werden de SPÖ en de ÖVP het eens om in 2009 de belastingen te vormen, waarmee de weg vrij is voor een nieuwe grote coalitie. Op 13 november verklaarde Erich Haider dat hij geen minister van Volksgezondheid wilde worden, maar desondanks is de SPÖ volgens analisten van plan het departement van Justitie in te willen ruilen voor het departement van Volksgezondheid in de nieuwe regering.
Na een ontmoeting tussen Faymann en Pröll op 16 november, gaf de ÖVP de verklaring dat er nog vele open vragen zijn, die opgelost moeten worden, voordat de ÖVP kan beslissen of ze deel wil nemen aan een nieuwe coalitie met de SPÖ. Op 17 november gaf de SPÖ antwoord op tien vragen van de ÖVP 2008. De eisen van Pröll werden gezien als een publiciteitsstunt, waarmee zijn positie waarschijnlijk verzwakt zal worden.
Volgens berichten op 19 november zou Doris Bures de nieuwe minister van Infrastructuur worden, Claudia Schmied en Norbert Darabos blijven op hun post, en ÖGB-president Rudolf Hundstorfer zou de nieuwe minister van Sociale Zaken en Werkgelegenheid worden (Werkgelegenheid gaat uit de portefeuille van het departement van Financiën). Andreas Schieder zou aanblijven als staatssecretaris. Afhankelijk van welk ministerie Pröll zou willen (meest waarschijnlijk is Buitenlandse en Europese Zaken, of Economische Zaken of Financiën). Maria Fekter kan waarschijnlijk aanblijven als minister van Binnenlandse Zaken of zal minister van Justitie worden, met Johanna Mikl-Leitner in de laatste situatie als de nieuwe minister van Binnenlandse Zaken. Johannes Hahn zou aanblijven als minister van Wetenschap, en de nieuwe minister van Landbouw zou de president van de Boerenalliantie Fritz Grillitsch of minister uit de deelstaat Opper-Oostenrijk Josef Stockinger worden. Ursula Plassnik zou aanblijven als minister van Buitenlandse en Europese Zaken. Een van de belangrijkste onderhandelaars uit het team van Pröll, Karl-Heinz Kopf, zou de nieuwe fractievoorzitter worden in het parlement, en Reinhold Mitterlehner wordt gezien als de nieuwe minister van Economische Zaken.

## Akkoord bereikt
De regeringsonderhandeling werden op 23 november beëindigd met een akkoord. In de laatste dagen van de onderhandelingen werd de SPÖ sterk bekritiseerd vanwege het feit dat het de ÖVP zowel de post Justitie als Binnenlandse Zaken toestond, waarmee twee jaar geleden dezelfde fouten werden gemaakt, toen de SPÖ onder leiding van Alfred Gusenbauer destijds cruciale ministeries aan de ÖVP gaf. Zowel verwacht maakten Faymann en Pröll de deal op 23 november bekend. De volgende wijzigingen met de regering-Gusenbauer:
- De portefeuille sport gaat van het Kanseliersministerie naar het Ministerie van Defensie;
- De portefeuille sociale zaken gaat van het Ministerie van Economische Zaken naar het Ministerie van Werkgelegenheid;
- De portefeuille familiezaken gaat van het Ministerie van Volksgezondheid naar het Ministerie van Economische Zaken;
- Het aantal staatssecretarissen gaat terug naar 4, in plaats van 6 (SPÖ: Kanseliersdepartement, Financiën; ÖVP: Financiën, Economische Zaken)
- De ÖVP krijgt het Ministerie van Justitie, De SPÖ het Ministerie van Volksgezondheid[69]

De ministers werden bekendgemaakt vanaf [24 november. Waarschijnlijk zal de nieuwe regering op 2 december 2008 worden geïnstalleerd. Over de vraag of er een referendum moeten komen over de Europese Unie, is er een compromis bereikt waarin staat dat geen van de twee partijen een referendum mag uitroepen, zonder de goedkeuring van de andere partij. Uittredend minister van Buitenlandse Zaken Ursula Plassnik kon zich daarmee niet verzoenen en kondigde haar ontslag aan.
De SPÖ heeft als nieuwe minister van Infrastructuur Doris Bures genoemd, Rudolf Hundstorfer als minister van Sociale Zaken, Alois Stöger als minister van Volksgezondheid, Gabriele Heinisch-Hosek als minister van Vrouwenzaken, Andreas Schieder als staatssecretaris van Financiën en Josef Ostermayer als staatssecretaris van het Kanseliersdepartement.
Namens de ÖVP wordt rechter Claudia Bandion-Ortner als minister van Justitie, tweede voorzitter van de Nationale Raad Michael Spindelegger als minister van Buitenlandse Zaken, secretaris-generaal van de Spaarbanken Michael Ikrath als minister van Financiën of Herbert Paierl als minister van Economischr Zaken, afhankelijk van de keuze die Pröll maakt voor zijn post.

## Mogelijke coalities
Op basis van de verkiezingsuitslag werd de bestaande coalitie tussen de SPÖ en de ÖVP de meest waarschijnlijke optie. Er zijn de volgende opties:
- SPÖ, ÖVP
  - Aantal zetels: 108 van de 183 zetels
  - Moeilijkheden: Voortzetting van de vorige regering, die gekenmerkt werd door tegenstellingen tussen de coalitiepartijen.
- ÖVP, FPÖ, BZÖ
  - Aantal zetels: 106 van de 183 zetels
  - Moeilijkheden: Onwaarschijnlijk, verschillende belangen tussen ÖVP en FPÖ.
- SPÖ, Groenen, BZÖ
  - Aantal zetels: 98 van de 183 zetels
  - Moeilijkheden: De Groenen weigeren met rechts te regeren.
- ÖVP, Groenen, BZÖ
  - Aantal zetels: 92 van de 183 zetels
  - Moeilijkheden: De Groenen willen niet in een regering met de BZÖ